# Stazione di Cimano
La stazione di Cimano era una fermata ferroviaria che si trova in curva nelle vicinanze dell'omonima frazione del comune di San Daniele del Friuli; dal 2003 non effettua più servizio passeggeri. Per raggiungerla, c'è un sentierino che parte dalla strada per Cornino; il sentiero che una volta rappresentava l'entrata della fermata, dalla soppressione, è totalmente avvolto dalla vegetazione.

## Storia
La piccola fermata, posta alla progressiva chilometrica 38+079, venne inaugurata nel 1951. Qualche anno dopo, nel 1976, la località, che prima di allora possedeva anche un casello, venne interessata da un forte terremoto che rase al suolo la casa cantoniera.
Dopo 52 anni dalla sua apertura al servizio, nel 2003, venne soppressa a causa del poco traffico registrato da RFI.

## Strutture e impianti
La fermata disponeva di una banchina che serviva l'unico binario di corsa. Fino al 1976 essa disponeva anche di un casello che venne distrutto dal forte terremoto che si manifestò in quell'anno.